# Tania Estrada
Tania Estrada Quezada (Guerrero, Chihuahua, México; 20 de noviembre de 1995) es una modelo, presentadora y reina de belleza mexicana. Representó a México en Miss Grand Internacional 2024. quedando en las 20 semifinalistas. 

## Biografía
Tania Estrada nació el 20 de noviembre de 1995 en el municipio de Guerrero, Chihuahua, México. Es egresada de la Universidad Autónoma de Chihuahua como Licenciada en Ciencias de la Comunicación y del Centro de Educación Artística como Actriz.
Actualmente trabaja como presentadora para el canal de noticias Foro TV de Televisa en Ciudad de México, además de ser la actual embajadora de turismo de la campaña Ah Chihuahua, en la cual se dedica  a promover la imagen del estado por el país.

## Concursos de Belleza

### Mexicana Universal 2023
El sábado 2 de septiembre se llevó a cabo la 5.ª edición del certamen Mexicana Universal, la cual se realizó en el Centro de Convenciones y Exposiciones de la ciudad de Aguascalientes, Aguascalientes. 31 candidatas de toda la República Mexicana y una de Estados Unidos compitieron por el título nacional. Al final del evento, Tania fue por coronada por Karen Bustos de San Luis Potosí como Mexicana Universal Charm 2023.

### Miss Grand Internacional 2024
Representó a México en el concurso de Miss Grand Internacional 2024, el cual se llevó a cabo en Tailandia en el 2024. Al final del concurso logró colocarse en las 20 semifinalistas.